# ゲヘナ (ダンジョンズ&ドラゴンズ)
ゲヘナ(Gehenna)、またの名を永遠に荒涼たる苦界ゲヘナ(Bleak Eternity of Gehenna)、あるいは四つ並びし竈(The Fourfold Furnace)、あるいは焦熱地獄(The Fires of Perdition)は、ダンジョンズ&ドラゴンズ ・ファンタジー・ロールプレイングゲームにおいて秩序にして悪／中立にして悪の属性を持つ存在の次元界である。これはプレーンスケープ 、グレイホーク 、フォーゴトン・レルム の一部の版、などのキャンペーンセッティングで使用されたダンジョンズ&ドラゴンズ 標準宇宙観を構成する、属性を基にした17の外方次元界の内の1つである。両隣の外方次元界である灰色の荒野ハデス、九層地獄バートルと境界を接している。

## 出版履歴
ゲヘナと呼ばれる次元界が初めて言及されたのは1977年7月に発売されたザ・ドラゴン 誌8号掲載の記事、「次元界：D&Dにおける空間と時間の物理的な関係の概念」においてであった。この次元界は1978年6月に出版されたAD&D第1版のプレイヤーズ・ハンドブック の追補である「既知の存在の次元界」において再度言及され、「秩序にして悪／中立にして悪のゲヘナの竃」と記述された。

## 居住者
ユーゴロスはゲヘナを本拠地と呼んでおり、その主要な住人であるが、彼らは本来灰色の荒野ハデスの出身である。彼らはその2つの次元界を支配しているが、ゲヘナにおける彼らの支配は公然としたものであり、ハデスにおいてはより微妙なものである。秘術の塔 もまたゲヘナに存在する。ユーゴロスの指導者であるゲヘナ大将軍 は、自分の所有する巨大な都市、這い回る都 をゲヘナの階層から階層へ意のままに動かしている。この都には幾千もの耐火性の脚が生えており、いかなる崖であろうと登ることができ、溶岩の川でさえも渡ることができる。

## 構造
ゲヘナは4つの階層からなる。各階層は空間を漂う巨大な「浮遊大陸」にそそり立つ数十万フィートの高さを誇る大規模な火山で構成される。より小さな浮遊する山々もゲヘナ中を漂っており、ときおり主要な浮遊大陸に衝突する。第1階層のカラースは熱い、灼熱の地であるが、階層を進む毎に火山はより冷えてゆく。第3階層ムンゴスは寒冷な地であり、第4階層クランガスは凍り付いた死の支配する地である。

## 諸階層

### カラース
第1階層カラースでは大規模な火山活動が起こっている。カラースの地表はマグマが流れ、火砕性の塵が覆っているため深紅の色合いを帯びている。ステュクス河もこの階層を流れており、険しい斜面を流れ落ちてゆく。
カラースには、コボルドの神格ガヌーラクの領地アヌースラク 、ワーラットの神格スクエアリックの領地チェイジン 、マス・マソンウィの領地コリーグレイブ 、スン・チャンの領地涙滴宮 などの神格の領地が多数存在する。

### カマーダ
第2階層カマーダでは最大の火山活動が起こっており、固く冷たい地面はほとんど存在しない。カマーダには多くの神格の領地があり、ジャイアントの神格であるメムノールの領地であるスラオター 、サルゴナスの領地である欺きの宮殿 が存在する。ここには死せる神格の領地としてイーヤクトゥー・ゼヴィム（憎悪の要塞 ）、マアンジコリアン（リクタス ）も存在する。この階層にはニミクリの街も存在し、空中に浮遊している。ニミクリは、直径2,000フィートであり、実際は全ての建造物も住人も含めて、街に化けた1体の巨大な生物である。

### ムンゴス
第3階層ムンゴスの火山活動は小規模なものである。ムンゴスには、リッチの神格ヴェルシャルーンの領地である死の抱擁 とロウヴィーエイターの領地であるオンドラント が存在する。ファイアー・ジャイアントのウィザードであるタストゥオの隠れ家である追放者の谷 も存在し、一種の避難所となっている。

### クランガス
第4階層クランガスでは火山活動は全くない。クランガスにはオークの神格シャーガースの領地であるザ・ナイト・ビロウ 、リッチ・ロードメリフの住処である黒曜石製の要塞、ホープローン が存在する。

## 他の宇宙観におけるゲヘナ
フォーゴトン・レルム の改訂された宇宙観では、冥府の次元界ゲヘナは暗黒の神ベハル―災厄の時で死亡する前は殺人と死のロードであった―の本拠地であった。

## 創作の起源
ゲヘナは、ユダヤ教において使用される地獄の同義語であるゲヘナに基づいている。